# Morzyczyn (gromada)
Morzyczyn – dawna gromada, czyli najmniejsza jednostka podziału terytorialnego Polskiej Rzeczypospolitej Ludowej w latach 1954–1972.
Gromady, z gromadzkimi radami narodowymi (GRN) jako organami władzy najniższego stopnia na wsi, funkcjonowały od reformy reorganizującej administrację wiejską przeprowadzonej jesienią 1954 do momentu ich zniesienia z dniem 1 stycznia 1973, tym samym wypierając organizację gminną w latach 1954–1972.
Gromadę Morzyczyn z siedzibą GRN w Morzyczynie utworzono – jako jedną z 8759 gromad na obszarze Polski – w powiecie aleksandrowskim w woj. bydgoskim, na mocy uchwały nr 24/1 WRN w Bydgoszczy z dnia 5 października 1954. W skład jednostki weszły obszary dotychczasowych gromad Kalina, Morzyczyn, Noć, Obory, Ruda Stara, Ruszkówek (bez miejscowości Ciepłowo), Wilcza Kłoda, Cegielnia Rudki, Pagórki, Nowa Ruda i Zaborowo, ponadto miejscowość Ruszkowo z dotychczasowej gromady Ruszkowo oraz miejscowości Wójcinek, Smólniki wieś i Racięcin kolonia z dotychczasowej gromady Racięcin ze zniesionej gminy Ruszkowo w tymże powiecie. Dla gromady ustalono 25 członków gromadzkiej rady narodowej.
1 stycznia 1956 gromada weszła w skład nowo utworzonego powiatu radziejowskiego w tymże województwie.
1 stycznia 1972 gromadę Morzyczyn połączono z gromadą Przewóz, tworząc z ich obszarów gromadę Przewóz z siedzibą Gromadzkiej Rady Narodowej w Przewozie w tymże powiecie (de facto gromadę Morzyczyn zniesiono, włączając jej obszar do gromady Brodnica).